# Khaba
Khâba (aussi appelé Hor-Khâba) était un souverain de la IIIe dynastie pendant l'Ancien Empire. Si sa position chronologique n'est pas certaine, il est certain qu'il est l'un des successeurs de Djéser et a régné au cours du XXVIIe siècle ou du XXVIe siècle avant l'ère commune.

## Attestations

### Attestations contemporaines
Les attestations contemporaines du nom d'Horus Khâba sont les suivantes :
- des bols et coupe retrouvés pour la plupart intacts et ne portant que le nom d'Horus inscrit dans un serekh sur la surface polie :
  - huit bols en pierre trouvés dans le mastaba Z500 situé à 200 mètres au nord de la pyramide à tranches à Zaouiet el-Aryan (pyramide qui lui est traditionnellement attribuée)[1],[2],[3],
  - un bol en diorite provenant d'une tombe de Naga ed-Deir, nécropole située dans la région d'Abydos[4],
  - une coupe en calcite provenant dans le temple funéraire de Sahourê (Ve dynastie)[4],[3],
  - un bol en diorite, sans provenance certaine mais donné comme venant de Dahchour et se trouvant dans une collection privée ; sa date d'achat (1895-1896) correspond en effet aux fouilles de Jacques de Morgan dans les complexes funéraires de Snéfrou sur ce site[5],[6],[3],
  - un bol en diorite, numéroté UC-15800, sans provenance connue et aujourd'hui au Musée Petrie à Londres[5],[3], bien qu'il soit possible qu'il s'agisse du bol découvert dans une tombe de Naga ed-Deir (région d'Abydos) par George Andrew Reisner lorsqu'il a fouillé la nécropole à partir de 1901[4],
- des empreintes de sceaux du roi :
  - une empreinte d'argile provenant d'Éléphantine, découvert avec quatre sceaux de Djéser dans une couche déplacée formant un remblai au-dessus d'un atelier de la IVe dynastie à l'est de la ville ; il figure une divité (peut-être Ach) tenant un sceptre ; l'autre face du sceau est illisible si ce n'est la mention du titre de maire (ḥȝtj-ˁ), l'une des plus anciennes attestations de ce titre[7],[8],[3],
  - une empreinte de sceau provenant de Nekhen, découverte avec des empreintes de sceaux de Djéser et de Snéfrou, dans les ruines d'un temple local d'Horus[7],[4],[3],
  - une empreinte de sceau découvert dans un mastaba à Quesna dans le sud du delta[3],[9],
  - une empreinte de sceau, numérotée UC-11755 et sans provenance connue, montrant le nom d'Horus d'or du roi flanqué de chaque côté par deux serekhs contenant chacun le nom d'Horus du roi[10],[11],

Le nom d'or (ancêtre du nom d'Horus d'or), pouvant être lu Bik-Nebou, n'est connu que par une unique attestation :
- l'empreinte de sceau numérotée UC-11755 citée ci-dessus[10],[11].

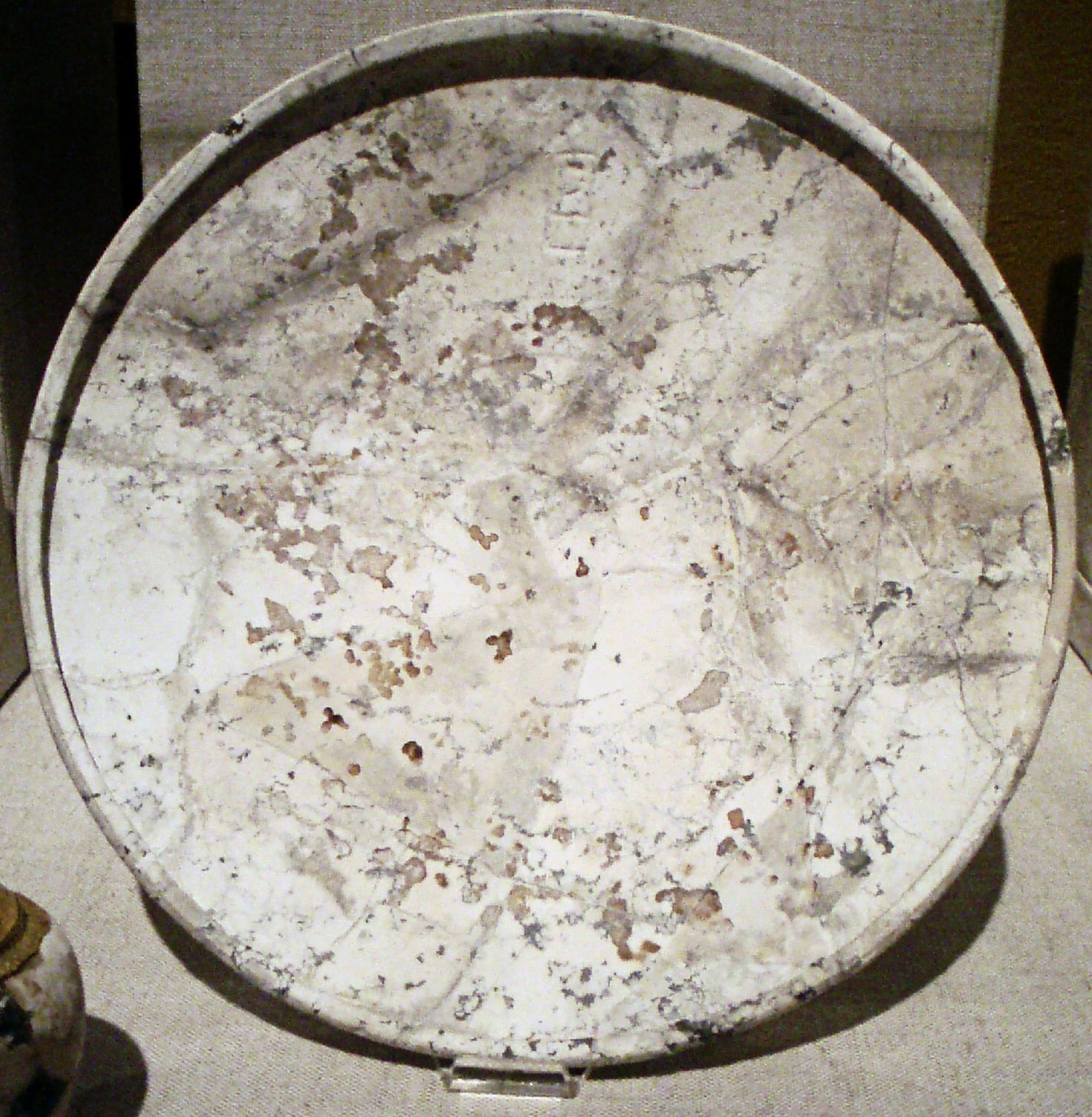
Bol en dolomite portant le serekh de Khâba et découvert dans la tombe Z500 à Zaouiet el-Aryan - Musée des Beaux-Arts, Boston.
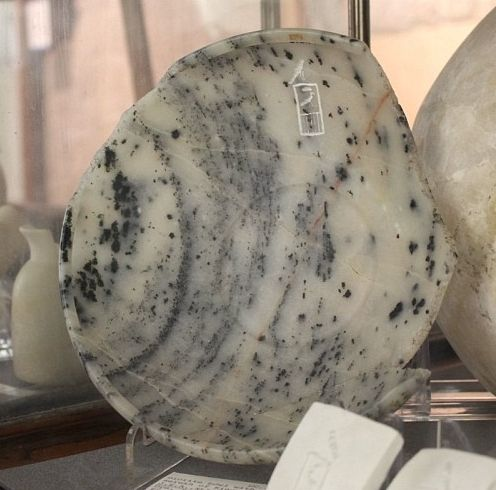
Bol en diorite, numéroté UC-15800 portant le serekh de Khâba sans provenance connue - Musée Petrie, Londres.
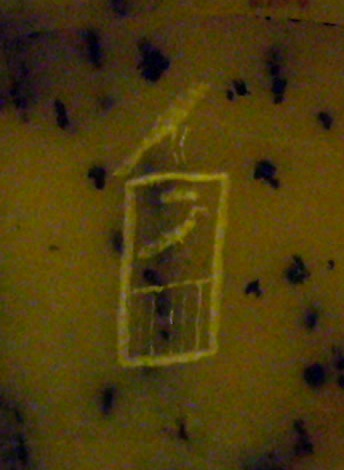
Gros plan sur le serekh de Khâba du bol UC-15800.
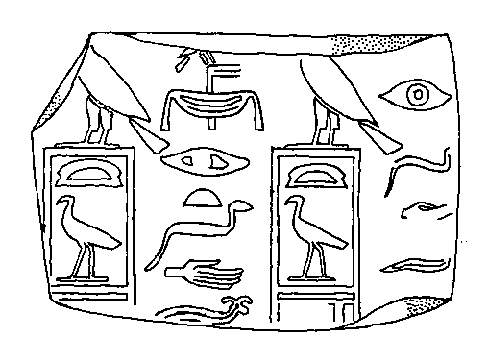
Empreinte de sceau de Khâba UC-11755 de provenance inconnue et portant les noms d'Horus et d'Or - Musée Petrie, Londres.
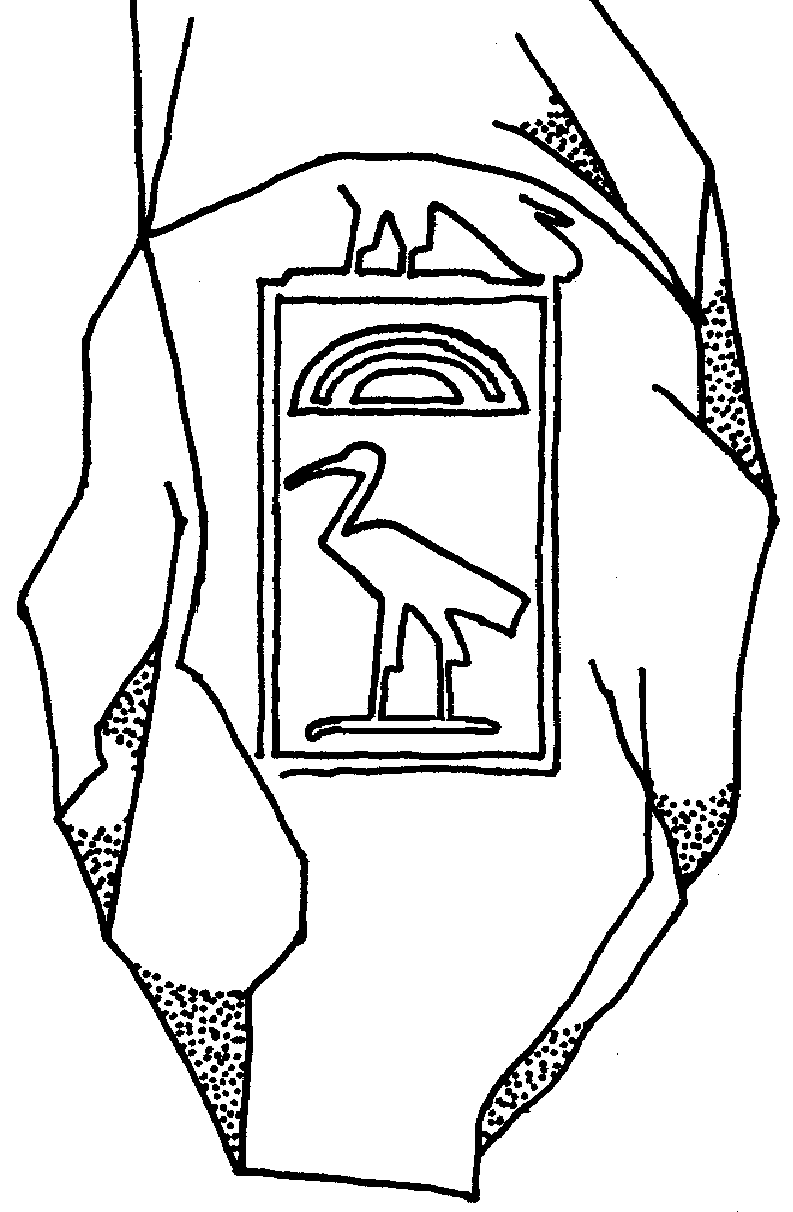
Empreinte de sceau de Khâba provenant de Nekhen.
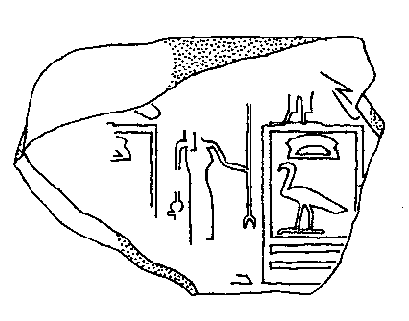
Recto de l'empreinte de sceau de Khâba provenant d'Éléphantine.
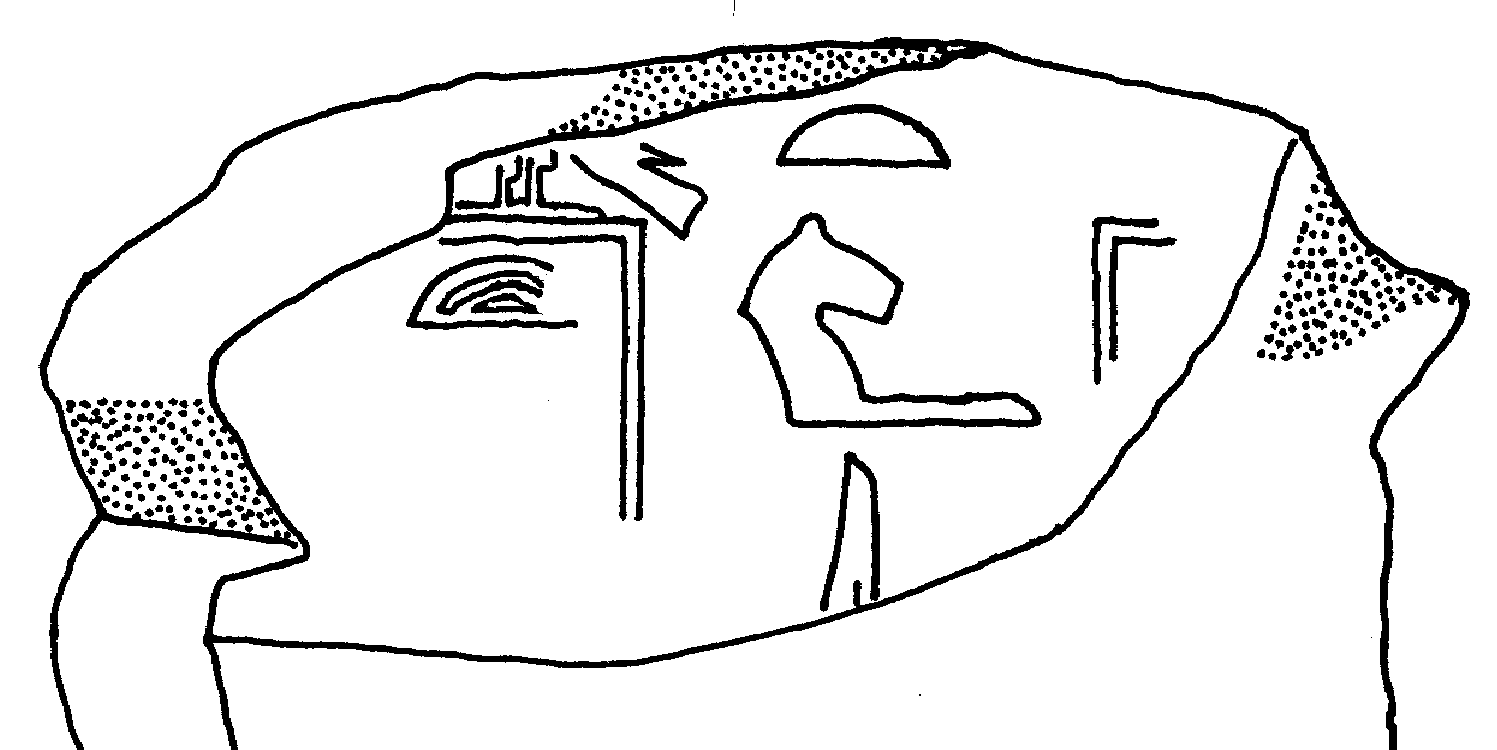
Verso de l'empreinte de sceau de Khâba provenant d'Éléphantine.

### Attestations ultérieures

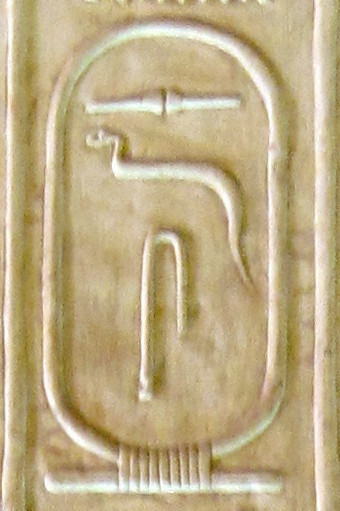
Cartouche de Sedjes dans la liste d'Abydos.

Aucun nom se rapportant de près ou de loin avec celui de Khâba n'est connu dans les sources ultérieures, y compris les listes royales ramessides.  Les autres rois de la dynastie ayant été identifiés à un nom ou à un autre de ces listes, Khâba a été identifié par défaut à celui qui restait, nom restant qui d'ailleurs signifie en réalité qu'il y a une lacune,,, :
- la liste royale d'Abydos, datée du règne de Séthi Ier (XIXe dynastie), Khâba est identifié au nom Sedjes situé à la dix-huitième position[17],[3],
- le canon royal de Turin, daté de la XIXe dynastie, Khâba est identifié au nom Houdjéfa inscrit à la septième position de la quatrième colonne ; le papyrus lui compte six ans de règne[17],[3].

Ce nom lacune est associé, par défaut, au nom Mesôchris des listes manéthoniennes par Michel Baud ; ce nom est crédité d'un règne de dix-sept ans. Sôÿphis a également été proposé,, mais Wolfgang Helck et Eberhard Otto en doutent, ils relient en effet les deux noms au roi Sanakht.
Le roi Khâba a été associé par certains égyptologues à d'autres noms connus par ailleurs (Houni et Nebka). Si cela s'avère, alors Khâba serait attesté par d'autres artefacts contemporains comme postérieurs à la IIIe dynastie.

## Identité

### Éléments de sa titulature

#### Nom d'Or
Khâba est l'un des très rares rois de la Période thinite et de l'Ancien Empire à posséder un nom d'Or archéologiquement prouvé, un prédécesseur probable du nom d'Horus d'or. En dehors de Khâba, les seuls rois dont un nom d'or fut trouvé et vivant avant le roi Snéfrou, fondateur de la IVe dynastie, sont Djer, Den, Nynetjer et Djéser. À partir de Snéfrou, le nom d'Horus d'or devient un titre royal fixe pour tout roi dirigeant, peu importe la durée du règne. La lecture et la traduction correctes de ce nom sont contestées. Peter Kaplony l'interprète comme Noub-iret ou Noub iret-djedef, bien qu'il ne sache pas si la syllabe djedef faisait partie intégrante du nom ou d'un titre honorifique supplémentaire. Thomas Schneider et Jürgen von Beckerath, en revanche, voient ce nom comme Netjer-nébou, qui signifie faucon doré. Michel Dessoudeix, quant à lui, propose la traduction Bik-Nébou.

#### Identification avec les autres noms
Une ancienne hypothèse, proposée par Nabil Swelim, identifiait Khâba avec le nom en cartouche Nebka. Cette hypothèse n'est toutefois plus du tout retenue dans les ouvrages et articles les plus récents qui assimilent Nebka au nom d'Horus Sanakht,, ou, très récemment, à Djéser. Une autre hypothèse associait Khâba au nom des listes ramessides Djéserty/Djésertéti/Téti mais ce nom est associé au nom de Nebty contemporain de la IIIe dynastie Djeseret-Ânkh-Nebty, identifié en général à Sekhemkhet,, mais aussi à Sanakht,, tandis que Khâba est plutôt associé au nom lacune (Sedjes/Houdjefa),,,.
Certains égyptologues pensent que Khâba pourrait être identique à un nom de cartouche ramesside connu sous le nom de Houni. Ce nom peut être attribué à un roi qui est transmis par les scribes ramessides comme le dernier souverain de la IIIe dynastie. Rainer Stadelmann, Nicolas Grimal, Hans Wolfgang Helck et Toby Alexander Howard Wilkinson désignent une pyramide à degrés à Zaouiet el-Aryan, appelée la pyramide à tranches, comme étant la tombe de Khâba du fait de la découverte de bols à son nom dans la tombe voisine Z500. Stadelmann et Wilkinson soutiennent que la pyramide est terminée et pensent qu'un roi régnant une assez longue durée, comme le roi Houni, aurait été nécessaire pour superviser le projet. Houni est attesté dans le Canon royal de Turin pour avoir régné pendant vingt-quatre ans. De plus, Stadelmann pointe du doigt les empreintes de sceaux trouvées à Éléphantine ; elles proviennent d'un site très proche d'une pyramide à degrés qui aurait été construite par Houni. Jean-Pierre Pätznick pointe également du doigt le fait qu'un site comme Éléphantine, actif durant la IIIe dynastie, n'ait livré des sceaux que de quatre rois (Djéser, Sanakht, Sekhemkhet et Khâba) et que Houni, pourtant attesté à Éléphantine par un cône de granit associé à la pyramide provinciale, ne soit pas attesté et propose donc de voir en Khâba le nom d'Horus du roi Houni et réfute l'identification du nom d'Horus Qahedjet à ce dernier,,. Pierre Tallet, ayant découvert des attestations du nom Qahedjet datées de la IVe dynastie associe ce nom Qahedjet à Snéfrou et est d'accord avec Jean-Pierre Pätznick sur cette bizarrerie que serait l'attestation de Houni à Éléphantine mais pas au travers nom d'Horus, appuyant ainsi indirectement la thèse de Pätznick sur cette identification Khâba - Houni.

### Position dans la dynastie
En raison des contradictions dans les listes royales ramesside et du manque d'inscriptions contemporaines, la position chronologique exacte de Khâba reste contestée. L'égyptologue Nabil Swelim pense que Khâba aurait pu être le successeur direct du roi Khâsekhemoui, le dernier souverain de la IIe dynastie. Il fonde ses hypothèses sur les similitudes entre les deux noms : les deux commencent par la syllabe khâ. À titre de comparaison, il cite les noms Netjerikhet (Djéser) et Sekhemkhet (Djésertéti) (en réalité, il s'avère que le nom de Nebty de Sekhemkhet n'est pas Djésertéti mais Hetep-Ren,), qui présentent également cette similitude et beaucoup considèrent leurs règnes comme successifs.
Cependant, la théorie de Swelim n'est pas largement acceptée,. Grimal, Helck, Wilkinson, Stadelmann et Baud soulignent qu'au cours de la IIe dynastie, il est devenu une mode que les bols de pierre royaux avec des surfaces polies ne portait que des noms d'Horus, sans aucune inscription directrice. C'est également le cas pour les bols en pierre du roi Khâba. Ce style de décoration était encore pratiqué sous Snéfrou, le fondateur de la IVe dynastie. Ainsi, Khâba aurait régné vers la fin de la IIIe dynastie,,,. Il a également été ajouté que la pyramide à tranches de Zaouiet el-Aryan, identifiée comme étant celle de Khâba, serait stylistiquement postérieure aux pyramides à degrés de Saqqarah, rapprochant à nouveau Khâba de la fin de la dynastie.
Houni est toutefois attesté de manière certaine comme le dernier roi de la dynastie,,. Ainsi, si Khâba n'est pas identique à Houni, alors il ne peut être le dernier roi.
En conséquence, Khâba est placé dans les études sur la chronologie de la dynastie systématiquement à la fin de la dynastie, soit en tant que prédécesseur direct de Houni,, soit indirect avec Sanakht entre les deux,, soit en tant que dernier roi de la dynastie en étant identifié au roi Houni,,.

### Généalogie
La position de Khâba dans la généalogie de la famille royale est obscure. En effet, les liens unissant les différents rois de la IIIe dynastie, s'ils existent, sont complètement inconnus.

## Règne

### Durée du règne
La durée exacte du règne de Khâba est inconnue. S'il était identique aux noms en cartouche ramessides Sedjes (signifiant omis) et Houdjefa (signifiant effacé), il aurait pu régner pendant six ans, comme le suggère le Canon royal de Turin. Si Khâba était identique au roi Houni, il aurait pu gouverner pendant vingt-quatre ans.

### Activités
La situation archéologique actuelle ne permet pas d'évaluer de plus près le règne de Khâba. Les empreintes de sceaux d'Éléphantine prouvent seulement que cette île semble avoir été un endroit actif pendant toute la durée de la IIIe dynastie. Les inscriptions révèlent que les sceaux et leurs vases qui lui appartenaient provenaient de Thinis et qu'ils ont été enregistrés par le maire d'Éléphantine. Le sceau de Nekhen a été trouvé dans les ruines dynastiques d'un temple local d'Horus et montre des traces de l'image d'un dieu, peut-être Ach,.
Si la pyramide à tranches de Zaouiet el-Aryan lui appartient bien, ce que semble montrer la présence de huit bols dans la tombe Z500 située à proximité, alors cela signifie que le roi continua cette politique de construction funéraire de grande envergure.

### Tombeaux datant du règne de Khâba

#### Mastaba Z500
Seules deux grands mastabas peuvent être datées en toute sécurité sous le règne de Khâba. Le premier est connu sous le nom de Mastaba Z500, qui est situé à Zaouiet el-Aryan. Il se trouve à environ deux-cents mètres au nord de la Pyramide à tranches et est orienté sud-nord. Le mastaba est fait de briques de terre, son mur extérieur est joli et il ne contient que deux grandes chambres sans élément typique d'architecture funéraire. Pour cette raison, des égyptologues tels que Nabil Swelim croient que le mastaba Z500 était en fait un temple mortuaire, appartenant au complexe funéraire de la pyramide à tranches. La datation du bâtiment sous le règne de Khâba est basée sur de nombreux vases de diorite et de dolomite et sur des fragments de sceau de terre, portant le nom serekh du roi Khâba.

#### Tombe de Quesna
En 2010, un mastaba en briques crues inconnu a été découvert à Quesna, un site archéologique situé dans le gouvernorat de Monufia (dans le delta du Nil). Le mastaba mesurait autrefois quatorze mètres de long et six mètres de large. Le bâtiment comprend une chapelle de couloir de trois mètres de large, divisée en trois sections architecturales : la première section (nord) est remplie de gravats, la deuxième section (centrale) contient une chambre double comme chambre funéraire et la troisième section (sud) a un puits funéraire en son centre. En 2014, un minuscule fragment de sceau de terre portant le nom du roi a été découvert à l'intérieur. Le véritable propriétaire de la tombe n'est cependant pas connu et les fouilles archéologiques sont toujours en cours.

## Sépulture

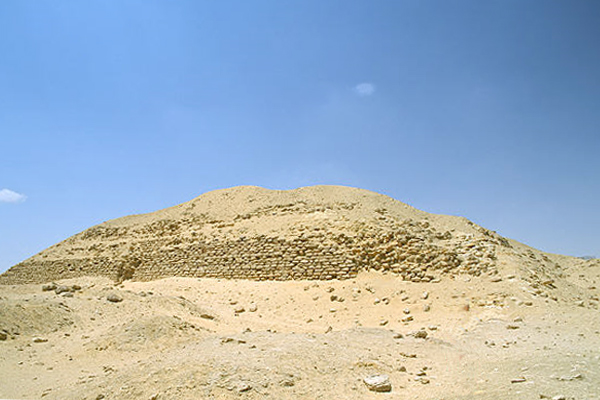
Pyramide à tranches située à Zaouiet el-Aryan.

Khâba est communément considéré comme ayant construit la pyramide à tranches, située à Zaouiet el-Aryan, à environ huit kilomètres au sud-ouest de Gizeh. La construction de la pyramide est typique de la maçonnerie de la IIIe dynastie avec des briques de terre disposées en couches autour d'un noyau constitué de blocs bruts provenant du substrat rocheux local. La pyramide devait mesurer entre quarante-deux et quarante-cinq mètres de haut, mais elle n'en mesure plus que dix-sept actuellement. On ne sait pas si une partie de la pyramide a été érodée avec le temps ou si sa construction n'a jamais été achevée. Bien qu'il n'y ait pas d'inscriptions reliant directement la pyramide à Khâba, son serekh apparaît sur des bols en pierre découverts dans un mastaba voisin, appelé Mastaba Z500,.
Sinon, Khâba aurait pu être enterré dans le mastaba susmentionné, qui se trouve à environ deux-cents mètres au nord de la pyramide. En effet, les fouilles du mastaba ont révélé plusieurs bols en pierre portant le nom d'Horus de Khâba ainsi que deux fragments de sceau de celui-ci. Bien que cela soit généralement considéré comme une preuve que Khâba était le propriétaire de la pyramide, cela pourrait également impliquer que le mastaba était la tombe de Khâba et la pyramide d'un autre roi, encore inconnu,.